# Гараканидзе, Владимир Георгиевич
Владимир Георгиевич Гараканидзе (груз. ვლადიმერ გარაყანიძე; 29 февраля 1900, Тифлис — 7 марта 1971) — советский воздухоплаватель и инженер-конструктор летательных аппаратов.

## Биография
Владимир Гараканидзе родился 29 февраля 1900 года в Тифлисе (ныне Тбилиси, Грузия). Окончил реальное училище. Служил механиком на телеграфе Закавказской железной дороги. В 1922 году был командирован в Москву для учёбы в Московской консерватории. Также учился на физико-математическом факультете Московского университета. Увлекался планеризмом.
Спроектировал тепловой аэростат объёмом 2000 м³ с калорифером оригинальной конструкции. К концу 1926 года являлся заведующим воздухоплавательной школы Мосавиахима, помощником заведующего воздухоплавательной лабораторией Воздушной академии, а также начальником лётной части планерной станции им. Ленина в Горках. Среди тех, кого Гараканидзе обучал планеризму, был и будущий выдающийся конструктор ракетно-космических систем С. П. Королёв.
В конце 1926 года в воздухоплавательной школе Мосавиахима рабочая молодёжь под руководством Владимира Гараканидзе построила аэростат объёмом 300 м³. 22 января 1927 года, в день официального открытия планерной станции им. Ленина, Гараканидзе решил перелететь на аэростате из Москвы в Горки, чтобы передать аэростат Первому всесоюзному съезду Авиахима. Аэростат наполнили светильным газом. Для облегчения аэростата к нему вместо корзины привязали двумя верёвками небольшую дощечку наподобие трапеции. Сидя на этой дощечке в сапогах и шинели, Гараканидзе подал знак, и аэростат полетел. В тот день температура составляла −17° C, дул сильный ветер. Расстояние от Москвы до Горок было порядка 30-40 км, и прибытие Гараканидзе ожидали к вечеру. Однако в Горках аэростата не дождались, и на следующий день начались поиски окоченевшего тела Гараканидзе. Только 28 января стало известно, что Гараканидзе жив. Он попал в сильный поток ветра и пролетел 702 километра примерно за 15 часов. Приземлился он в глухом селении Пенома Никольского уезда Северо-Двинской губернии. Температура в месте приземления составляла −36° C. Отоспавшись, он ещё 4 дня добирался оттуда на санях до ближайшей железнодорожной станции Шарьи, где был телеграф. Аэростат он скатал при помощи крестьян и взял с собой. Как в итоге оказалось, Гараканидзе поставил мировой рекорд продолжительности и дальности полёта для аэростата подобной кубатуры.
26 февраля 1928 года Гараканидзе вместе с курсантом воздухоплавательной школы Комиссаровым совершил ещё один длительный полёт на аэростате объёмом 800 м³. Аэростат вылетел с территории Московского газового завода. Через 22 часа полёта, увидев город Краснококшайск (Йошкар-Олу), Гараканидзе принял решение приземляться, так как дальше населённых пунктов было очень мало. Аэростат приземлился в лесах примерно в 15 км от города. Пилоты не имели с собой лыж, поэтому шли по снегу пешком очень медленно. Только на третий день они вышли к деревне Троицкий хутор в 17 км от города, где местные жители приняли их за немецких шпионов.
В дальнейшем Владимир Гараканидзе работал инженером-пилотом Дирижаблестроя. Входил в состав экипажа дирижабля «СССР В-1», совершившего первый полёт 9 апреля 1932 года. Руководил запуском стратосферного аэростата «СССР-1», совершившего 30 сентября 1933 года рекордный подъём на высоту 19 км. Был награждён орденом Красной Звезды «за исключительно умелую организацию всех работ на старте и заполнение стратостата водородом».
Умер 7 марта 1971 года. Похоронен в городе Жуковском Московской области.